# Marjolein Faber
Pour les articles homonymes, voir Faber.
Marjolein Faber, née le 6 juin 1960 à Amersfoort (Pays-Bas), est une femme politique néerlandaise. Membre du Parti pour la liberté (PVV), elle est sénatrice entre 2011 et 2023, députée entre 2023 et 2024 puis ministre de l'Asile et de l'Immigration du 2 juillet 2024 au 3 juin 2025.

## Biographie

### Origines, études et carrière professionnelle
Fille d'un boucher, Marjolein Faber grandit à Amersfoort, où elle effectue ses études secondaires. Elle commence à travailler comme technicienne de laboratoire à l'hôpital Lichtenberg d'Amersfoort en 1978 et suit simultanément des études de médecine nucléaire à Utrecht jusqu'en 1984,. Elle change de carrière pour le secteur informatique en 1986 et travaille comme ingénieure logiciel et spécialiste informatique dans plusieurs entreprises, jusqu'à ce qu'elle s'engage en politique, après avoir vu une publicité télévisée du Parti pour la liberté (PVV),.

### Carrière politique
Marjolein Faber devient membre du conseil provincial de Gueldre pour le PVV, le 10 mars 2011. Elle rejoint le Sénat la même année puis y devient en 2014 la cheffe de file parlementaire du PVV, en remplacement de Marcel de Graaff. Se présentant au journal De Gelderlander, elle assume avoir « des positions dures sans nuance, telles que l'interdiction du Coran, la fermeture de toutes les mosquées et l'élimination de l'islam ». Elle qualifie ses collègues du conseil provincial de faux représentants, pour ne pas avoir écouté la volonté du peuple. Elle est privée de parole au Sénat après avoir formulé la même accusation. Elle estime que ses collègues sénateurs ne parviennent pas à protéger les Pays-Bas, affirmant que la population néerlandaise est remplacée par une population islamique.
En 2015, des rumeurs circulent selon lesquelles Marjolein Faber a payé la société de son fils pour gérer le site Internet du PVV en Gueldre avec des fonds du groupe parlementaire du parti. Plus tard est rendu public le fait que son fils est le créateur du site Internet du groupe parlementaire PVV au Sénat. Marjolein Faber avait auparavant mis à jour des irrégularités dans les frais de déplacement de Co Verdaas (en), ce qui avait conduit à sa démission du gouvernement. En 2017, Marjolein Faber – avec les membres du PVV Geert Wilders et Gidi Markuszower (en) – proteste contre la nomination de Ahmed Marcouch comme maire d'Arnhem, avec une grande banderole affichant le texte « Pas d'Arnhemmistan ! Nous perdons notre pays ! ».
Lors de la campagne pour les élections provinciales de 2019, Marjolein Faber plaide en faveur d'un allègement fiscal et exprime son opposition au multiculturalisme. En réponse à une agression au couteau à Groningue la même année, elle affirme que l'agresseur était Nord-Africain. Bien que les trois victimes aient déclaré que l'agresseur était blanc, Marjolein Faber maintient sa déclaration initiale. Elle critique le financement néerlandais des Nations unies lors d'un débat en 2020 et estime que cette organisation est engagée pour l'antisémitisme, le terrorisme et l'omvolking. Le Premier ministre Mark Rutte critique par la suite ce dernier terme, qui trouve son origine dans l'idéologie nazie. Marjolein Faber est de nouveau privée de parole au Sénat lorsqu'elle qualifie le quatrième cabinet Rutte de cinquième colonne, en raison de sa politique d'immigration.
En 2017, Marjolein Faber devient membre de l'Assemblée parlementaire de l'OTAN, organisme composé d'environ 300 parlementaires des États membres de l’Organisation du traité de l'Atlantique nord (OTAN), auxquels s’ajoutent des délégués des États membres associés. L’Assemblée parlementaire de l’OTAN n’est pas un parlement, mais une consultation de parlements.
Marjolein Faber est élue députée en novembre 2023 et devient la porte-parole du PVV pour le droit pénal et la traite des êtres humains. Cela met fin à ses fonctions au Sénat et dans la province de Gueldre. Au sujet du manque de places de prison, elle préconise des mesures d'austérité, estimant que le ministère public formule des peines trop clémentes.
À la Chambre des députés, Marjolein Faber est membre de cinq commissions permanentes : Affaires étrangères, Affaires européennes, Justice et sécurité, Relations avec le Royaume et Agriculture, Nature et Qualité alimentaire.
En juillet 2024, Marjolein Faber est nommée ministre de l'Asile et de l'Immigration dans le cabinet Schoof. Elle échoue à faire adopter une « loi d'urgence » pour une politique migratoire plus stricte en se heurtant aux réticences de ses partenaires libéraux et centristes, qui invoquent le nécessaire respect de l'État de droit et des traités internationaux. Le 3 juin 2025, elle démissionne de ses fonctions de ministre quand le PVV quitte le gouvernement.

## Vie privée
Marjolein Faber est mariée et mère de deux enfants.